# Lerin Duarte
Lerin Duarte est un footballeur néerlandais, né le 11 août 1990 à Rotterdam. Il évolue au poste de milieu relayeur.

## Biographie
Lerin Duarte s'engage officiellement le 2 septembre 2013 en faveur de l'Ajax d'Amsterdam pour 3,5 millions d'euros et remplace donc numériquement Christian Eriksen parti à Tottenham Hotspur.

## Palmarès
- Championnat des Pays-Bas 2014

## Statistiques
| Saison    | Club                 | Pays           | Championnat        | Coupes nationales | Coupes continentales |
| --------- | -------------------- | -------------- | ------------------ | ----------------- | -------------------- |
| 2009-2010 | Sparta Rotterdam     | Eredivisie     | 8 matchs           | 7 matchs / 1 but  | -                    |
| 2010-2011 | Sparta Rotterdam     | Eerste divisie | 32 matchs / 6 buts | 1 match           | -                    |
| 2011-2012 | Heracles Almelo      | Eredivisie     | 31 matchs / 4 buts | 6 matchs          | -                    |
| 2012-2013 | Heracles Almelo      | Eredivisie     | 30 matchs / 6 buts | 4 matchs          | -                    |
| 2013-2014 | Ajax Amsterdam       | Eredivisie     | 14 matchs / 3 but  | 3 matchs          | 5 matchs (C1)        |
| 2014-2015 | Ajax Amsterdam       | Eredivisie     | 4 matchs           | 2 matchs / 1 but  | -                    |
| 2014-2015 | SC Heerenveen (prêt) | Eredivisie     | 8 matchs / 1 but   | 4 matchs          | -                    |
| 2015-2016 | NAC Breda (prêt)     | Eredivisie     | 8 matchs           | 4 matchs          | -                    |
| 2016-2017 | Heracles Almelo      | Eredivisie     | 15 matchs / 1 but  | 3 matchs          | -                    |

Dernière mise à jour le 19/02/2017